# Ephestia abnormalella
Ephestia abnormalella är en fjärilsart som beskrevs av Émile Louis Ragonot 1887. Ephestia abnormalella ingår i släktet Ephestia och familjen mott. Inga underarter finns listade i Catalogue of Life.